# Kurt Markus
Kurt Markus (1947, Montana – červen 2022) byl americký fotograf a filmař. Narodil se na venkově v Montaně a jako samouk byl celostátně a mezinárodně publikovaným fotografem „jedinečné vize“. Získal významná ocenění za redakční, reklamní a osobní práci. Jeho fotografie demonstrují „mimořádnou vizi a soustředění“ a jsou známé mezi kritiky. Nejznámější jsou jeho snímky kovbojů z amerického venkova, ale portrétoval také známé osobnosti, jako byly například Meryl Streepová, Christy Turlingtonová nebo Cindy Crawfordová.

## Kariéra
Markusova osobní tvorba začala zaměřením na American West Cowboys, což je autorovo nejuznávanější téma. „Jeho nadčasové fotografie zkoumají drsného, a přesto romantického ducha kovboje... Markus odhaluje éru, která je dnes téměř zapomenuta. Markus ve svých fotografiích dokumentuje životní styl osamělosti a obtížnosti, ale pro diváky smysl pro romantiku; těžký život s obyčejným jídlem, jednoduchým prostředím, koňmi a vystavením živlům, a přesto jednoduchý život bez přirozeného stresu... [Je to] skutečně úžasný fotograf módního a cestovního průmyslu.“ Od té doby prožil různé životy jako fotograf a prosadil se v krajině, figurálním studiu, celebritách, módě, sportu, cestování a dalších oblastech. „Bez ohledu na téma je nejznámější svým smyslem pro realismus a rozhodně přímým a v neposlední řadě uměleckým přístupem“. Přestože se většinu své kariéry věnoval fotografii, vytvořil také hudební videa a filmy.
V roce 1994 byl Kurt Markus jedním z pěti fotografů, kteří se zúčastnili speciálního 25. výročí Rolling Stone představující žijící legendy rock-n-rollu. V roce 1999 získal Markus cenu Life Magazine Alfred Eisenstaedt Photography Award za snímky triatlonisty Petera Kotlanda ze „Sportovní síně slávy“ Rolling Stone.
V roce 2003 Markus natočil hudební video a vyfotografoval obal alba Tori Amos "Scarlet's Walk." "Tori cítila, že Kurtova láska k Americe jde ruku v ruce s tématem."
V roce 2006 Markus spontánně natočil videoklip Jewel " Sbohem Alence v říši divů " po focení na jejím ranči v Texasu. "Domácí klip krásně odráží jak organický, intimní zvuk písně, tak její silně autobiografický příběh." Markus natočil video celé s klasickou Super 8 kamerou.
The New Yorker chválí Markusovy fotografie na výstavě Staley-Wise „America the Beautiful“ (6. března – 9. května 2009). "Pokud je někdo v centru pozornosti, je to Kurt Markus, jehož šest fotografií kovbojů je tiše, neomylně rafinovaných."
V roce 2009 vydal David Roberts biografii The Last of His Kind o slavném horolezci Bradfordu Washburnovi. Biografie obsahuje Markusův portrét Bradforda Washburna ve věku 93 let. Roberts říká: "Obratný profil Brada Kurta Markuse zůstává definitivním hodnocením Washburna jako mistra fotografie."
Dne 2. července 2009 se Kurt Markus znovu vydal s klasickou kamerou Super 8, tentokrát se svým synem Ianem Markusem, vytvořit dokument o letním turné a záznamu Johna Mellencampa v roce 2009 s názvem It's About You. Zatímco Kurt natáčel na 8mm, jeho syn a asistující kameraman Ian Markus natáčeli digitálně a zachytili zvuk. Film v současné době (kdy?) prochází výrobou. Markusův přístup „zachytil nerafinovanou pravdu o zkušenosti s Mellencampem“.
V roce 2010 napsal Kurt Markus svůj scénář „Deep Six“, za který získal ocenění Los Angeles Cinema Awards „Merit Award“ a Los Angeles Movie Awards „Honorable Mention“.

## Osobní život
Markus žil v Kalispell, Montana se svou ženou Marií. Jeho synové, Weston a Ian, mu oba asistovali na velkých fotografických akcích a pokračují svou vlastní cestou ve filmu a fotografii.